# Jerrod Carmichael
Jerrod Carmichael (Winston-Salem, 22 de junio de 1987) es un comediante, actor y escritor estadounidense. Es el creador y protagonista del programa de televisión The Carmichael Show de NBC, emitido entre 2015 y 2017. Adicionalmente ha aparecido en películas y series de televisión como Neighbors, The Disaster Artist, Transformers: The Last Knight y Rel. También a prestado su voz en el "Igor" Álbum de Rap de Tyler, The Creator, sirviendo su voz para las "Interludes" a lo largo del proyecto, como si de un narrador se tratara.

## Filmografía

### Cine
| Año  | Título                        | Papel               | Notas         |
| ---- | ----------------------------- | ------------------- | ------------- |
| 2014 | Neighbors                     | Garf                |               |
| 2015 | The Meddler                   | Freddy              |               |
| 2016 | Neighbors 2: Sorority Rising  | Garf                |               |
| 2017 | The Disaster Artist           | Actor               |               |
| 2017 | Transformers: The Last Knight | Jimmy               |               |
| 2017 | Ferdinand                     | Paco                |               |
| 2018 | Mid90s                        | Hombre de seguridad |               |
| 2023 | Pobres criaturas              | Harry Astley        |               |
| TBA  | On the Count of Three         |                     | Posproducción |

### Televisión
| Año     | Título                               | Créditos | Créditos | Créditos | Créditos            | Papel             | Notas               |
| Año     | Título                               | Actor    | Director | Escritor | Productor ejecutivo | Papel             | Notas               |
| ------- | ------------------------------------ | -------- | -------- | -------- | ------------------- | ----------------- | ------------------- |
| 2013    | The Goodwin Games                    | Sí       |          |          |                     | Elijah            | 3 episodios         |
| 2013    | Comedy Bang! Bang!                   | Sí       |          |          |                     |                   | 1 episodio          |
| 2013    | Axe Cop                              | Sí       |          |          |                     | Guy               | 1 episodio          |
| 2014    | Jerrod Carmichael: Love at the Store | Sí       |          | Sí       |                     | Él mismo          | Especial de comedia |
| 2014–15 | Lucas Bros Moving Co.                | Sí       |          |          |                     | Jerrod            | 14 episodios        |
| 2015–17 | The Carmichael Show                  | Sí       |          | Sí       | Sí                  | Jerrod Carmichael | 32 episodios        |
| 2017    | Jerrod Carmichael: 8                 | Sí       |          | Sí       |                     | Él mismo          | Especial de comedia |
| 2018    | Drew Michael: Drew Michael           |          | Sí       |          | Sí                  |                   |                     |
| 2018–19 | Rel                                  |          |          |          | Sí                  |                   |                     |
| 2019    | The Shop                             | Sí       |          |          |                     | Él mismo          | 1 episodio          |
| 2019    | Ramy                                 |          |          |          | Sí                  |                   |                     |
| 2019    | Home Videos                          | Sí       | Sí       | Sí       | Sí                  | Él mismo          | Documental          |